# 斑點半線脂鯉
斑點半線脂鯉，中文俗名一点红灯，為輻鰭魚綱脂鯉目脂鯉亞目脂鯉科的其中一個種，為熱帶淡水魚，分布於南美洲委内瑞拉、巴西、蓋亞那的亞馬遜河、奧里諾科河流域，體長可達6公分，棲息底中層水域，生活習性不明。

## 扩展阅读
- 維基物種上的相關：斑點半線脂鯉